# Sibiřská jaderná elektrárna
Sibiřská jaderná elektrárna je odstavená jaderná elektrárna v Rusku, jež se nachází v Tomské oblasti u města Tomsk.
První reaktor v této oblasti byl zprovozněn roku 1955, ten ale sloužil pouze pro vojenské účely, elektrická energie se zde začala vyrábět až po zprovoznění prvního energetického reaktoru v září roku 1958. Elektrárna byla kompletně odstavena v roce 2008 kvůli radioaktivnímu zamoření. Pracovalo v ní celkem pět reaktorů: I-1, EI-1, ADE-3, ADE-4 a ADE-5. Blok I-1 sloužil pouze pro výrobu plutonia, zbylé reaktory se kromě výroby plutonia do jaderných zbraní používaly i na produkci tepla a elektrické energie. Reaktory se svým návrhem podobaly pozdějším reaktorům RBMK, které sloužily mimo jiné např. v Černobylu. Šlo o druhou nejstarší jadernou elektrárnu v Sovětském svazu a o nejstarší sovětskou jadernou elektrárnu průmyslových rozměrů.
Elektrárnu je dlouhodobě zamýšleno nahradit Severskou jadernou elektrárnou.